# TempleOS
TempleOS (ранее J Operating System, SparrowOS и LoseThos) — легковесная операционная система (ОС) с религиозными мотивами, созданная американским программистом Терри Дэвисом. Он вёл разработку в течение десяти лет, после серии психотических проявлений, которые он позже описывал как божественное откровение. TempleOS была задумана как предсказанный в Библии Третий Храм.
Интерфейс ОС похож на гибрид DOS и Turbo C. Дэвис описывал операционную систему как современное развитие концепции Commodore 64 для платформы x86-64, использующее вместо Бейсика вариант языка C (названный «HolyC»). По словам Дэвиса, Бог приказал ему создать операционную систему с 16-цветной графикой, разрешением 640 × 480 и одноголосным звуком. Операционная система была выпущена в 2013 году, а последний раз обновлялась в 2017 году.
Дэвис страдал от шизофрении и временами не имел постоянного жилья. За это время он опубликовал множество часов видео в социальных сетях, и к моменту его гибели у него появилось много подписчиков, которые называли его «легендой программирования» и сравнивали создание TempleOS с постройкой в одиночку небоскрёба. В 2017 году TempleOS экспонировалась во Франции на выставке работ в жанре ар-брют. Дэвис погиб в 2018 году в возрасте 48 лет.

## Автор

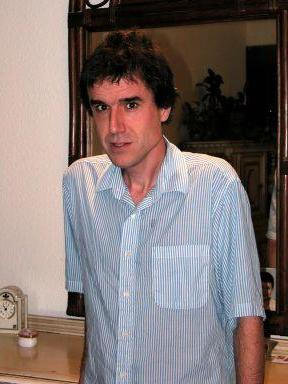
Терри Дэвис в 2000 году (прибл.)

Те́рренс (Те́рри) Э́ндрю Дэ́вис (англ. Terry A. Davis) родился 15 декабря 1969 года в Уэст-Эллис, штат Висконсин, седьмым из восьми детей, позже переезжал в штаты Вашингтон, Мичиган, Калифорния и Аризона. Его отец был инженером. В детстве у Дэвиса был компьютер Apple II, позже он выучил ассемблер Commodore 64. Дэвис получил степень магистра в области электротехники в Университете штата Аризона и несколько лет проработал в компании TicketMaster как системный программист, работавший с операционной системой VAX. В 1996 году Дэвис начал испытывать регулярные маниакальные эпизоды, несколько раз приводившие его к госпитализации в психиатрических больницах. Изначально ему был поставлен диагноз биполярное расстройство, позже он был признан страдающим шизофренией и до своей гибели получал пособие по инвалидности.
Дэвис работал над TempleOS 12 лет. Разработка началась в 2003 году, после психиатрической госпитализации, вызванной бредовыми идеями преследования космическими пришельцами и правительственными агентами. Дэвис воспитывался в католической вере, но был атеистом, пока не испытал манифестацию шизофрении, которую назвал «откровением». После он заявил, что имеет прямую связь с Богом, и что Бог сказал ему, что созданная операционная система — это Третий Храм, и что TempleOS, благодаря такому происхождению исходного кода, проявляет «божественный» разум. Терри признавал, что его работа может выглядеть «как психическое заболевание, а не как блистательное откровение от Бога», и добавлял, что он «чувствовал вину за то, что ранее был таким атеистом-приверженцем-технологий».
После создания TempleOS Дэвис в основном был занят «программированием, веб-сёрфингом и разговорами с Богом при помощи генератора случайных чисел Национального института стандартов и технологий». Он долго вёл видеоблог в социальных сетях, у него были поклонники. Вечером 11 августа 2018, во время прогулки вдоль железнодорожных путей в Те-Далсе, Дэвис был сбит локомотивом. Достоверно неизвестно, была ли его гибель самоубийством или случайностью.

## Описание операционной системы
TempleOS — операционная система (ОС) для персональных компьютеров платформы x86-64, поддерживающая невытесняющую многозадачность (чего нет в других ОС) и многоядерные процессоры (до 64 процессоров); она имеет единое адресное пространство без ограничений доступа (есть только «кольцо 0»), без поддержки сетей, и подходит для любительского программирования. Её исходный код открыт и передан в общественное достояние. ОС поддерживает 8-битную кодировку ASCII с графикой в исходном коде и имеет 2D и 3D графические библиотеки, которые работают в режиме VGA 640 × 480 пикселей, 16 цветов. Как и большинство современных операционных систем, TempleOS поддерживает клавиатуру и мышь. Поддерживаются файловые системы ISO 9660, FAT32 и созданная Дэвисом «RedSea» с поддержкой сжатия файлов. По словам Дэвиса, многие из этих технических характеристик, включая режим 640 × 480, 16 цветов и одноголосный звук, были предписаны ему Богом. Среди оригинальных компонентов системы — ядро ОС, компилятор и симулятор полёта орла.
Операционная система была написана на разработанном Дэвисом на основе C и C++ языке программирования «HolyC». Язык используется для взаимодействия с оболочкой ОС и для создания и запуска приложений. В интегрированной среде разработки, которая поставляется с TempleOS, поддерживаются несколько необычных функций, таких, как встраивание картинок в код. Интегрированная среда использует нестандартный формат текста (названный «DolDoc»), который поддерживает гипертекстовые ссылки, изображения и 3D-модели, встраиваемые в обычные ASCII-файлы (файл может содержать, например, вращающуюся 3D-модель танка в комментарии к исходному коду). Поддерживается JIT-компиляция, в целом система подразумевает работу с открытыми исходниками и JIT более, чем с бинарным кодом, вплоть до написания целых приложений непосредственно в оболочке (HolyC является и языком оболочки, и основным языком для написания приложений).

## Отзывы журналистов
TempleOS в основном получала положительные отзывы. Технологический журналист Дэвид Кассель высказал мнение, что это было отчасти потому, что «сайты, посвященные программированию, пытались найти необходимое терпение и понимание, чтобы принять Дэвиса». Издания TechRepublic и OSNews опубликовали положительные статьи о работе Дэвиса, даже несмотря на то, что Дэвис был заблокирован на последнем за враждебные комментарии, направленные против его читателей и сотрудников. В своем обзоре для TechRepublic Джеймс Сандерс пришел к выводу, что «TempleOS — это свидетельство преданности и страсти одного человека, демонстрирующего свое технологическое мастерство. Это не должно быть чем-то бо́льшим.» Редактор OSNews Крок Кэмен писал, что ОС «показывает, что компьютеры все еще могут быть хобби; почему все так серьезны в наши дни? Если я хочу написать ОС, использующую интерпретируемый танец в качестве метода ввода, мне должно быть позволено это сделать, к чёрту такие компании, как Apple.» В 2017 году ОС экспонировалась в городе Буронь, Франция, на выставке работ в жанре ар-брют.
После смерти Дэвиса редактор OSNews Том Холверда писал: «Дэвис был явно одаренным программистом — написание целой операционной системы — это немалый подвиг — и было грустно видеть, как он страдает от своего психического заболевания.» Один из поклонников описал Дэвиса как «легенду программирования», в то время как другой, компьютерный инженер, сравнил развитие TempleOS с построенным одним человеком небоскребом. До этого инженер долго беседовал с Дэвисом и считал, что Дэвис мог бы быть «Стивом Джобсом» или «Стивом Возняком», если бы не его болезнь. Он добавил: «На самом деле меня поражает, что все это написал один человек», и: «Непрофессионалу было трудно понять, какое феноменальное достижение — написать целую операционную систему в одиночку». Другой компьютерный инженер сказал, что TempleOS содержит инновации, которые не были реализованы ни одним другим разработчиком, особенно то, что он работает на определенной части компьютерного процессора для поддержания своей «чрезвычайно быстрой» скорости.